# Сан-Стефанский мир
Сан-Стефа́нский мир — предварительный мирный договор, заключённый в местечке Сан-Стефано (западный пригород Константинополя, ныне Ешилькёй (Yeşilköy) в Стамбульском районе Бакыркёй) 19 февраля (3 марта) 1878 года между Российской и Османской империями и завершивший русско-турецкую войну 1877—1878 годов. Имел огромное значение для освобождения балканских народов от Османской империи.

## История
После подавления Турцией восстания в Болгарии в 1876 году, а также обращения боснийских повстанцев к сербам о помощи, Сербия и Черногория 20 июня 1876 года объявили Османской империи войну. Россия поддерживала славянские народы, но прежде должна была выторговать нейтральность Австро-Венгрии. В Будапештском соглашении Россия обещала не создавать на Балканах единого славянского государства и признать Боснию сферой влияния Австрии.

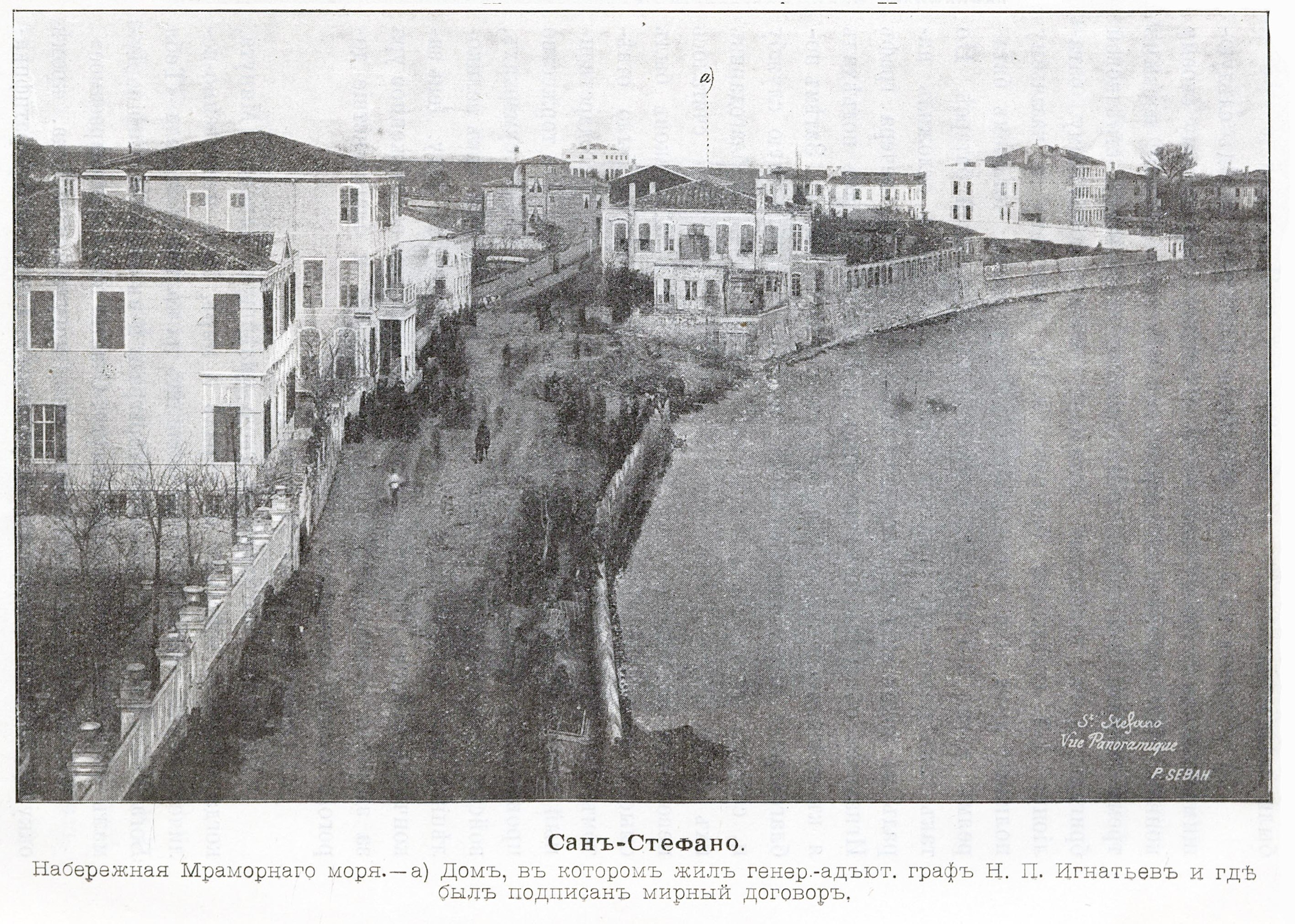
Сан-Стефано. Дом, в котором был подписан мирный договор (обозначен буквой "а").

Дом главнокомандующего, великого князя Николая Николаевича

В последовавшей русско-турецкой войне Россия завоевала почти всю европейскую часть Османской империи и только Константинополь не был взят из-за вмешательства западных держав. Великобритания и Франция видели в столь значительном возрастании российского могущества ущерб своим интересам и выслали средиземноморские флоты к проливам, чтобы продемонстрировать присутствие. С оглядкой на это Россия в Сан-Стефанском договоре с Турцией попыталась зафиксировать достигнутые успехи, а Турция была вынуждена принять максимальные российские требования.

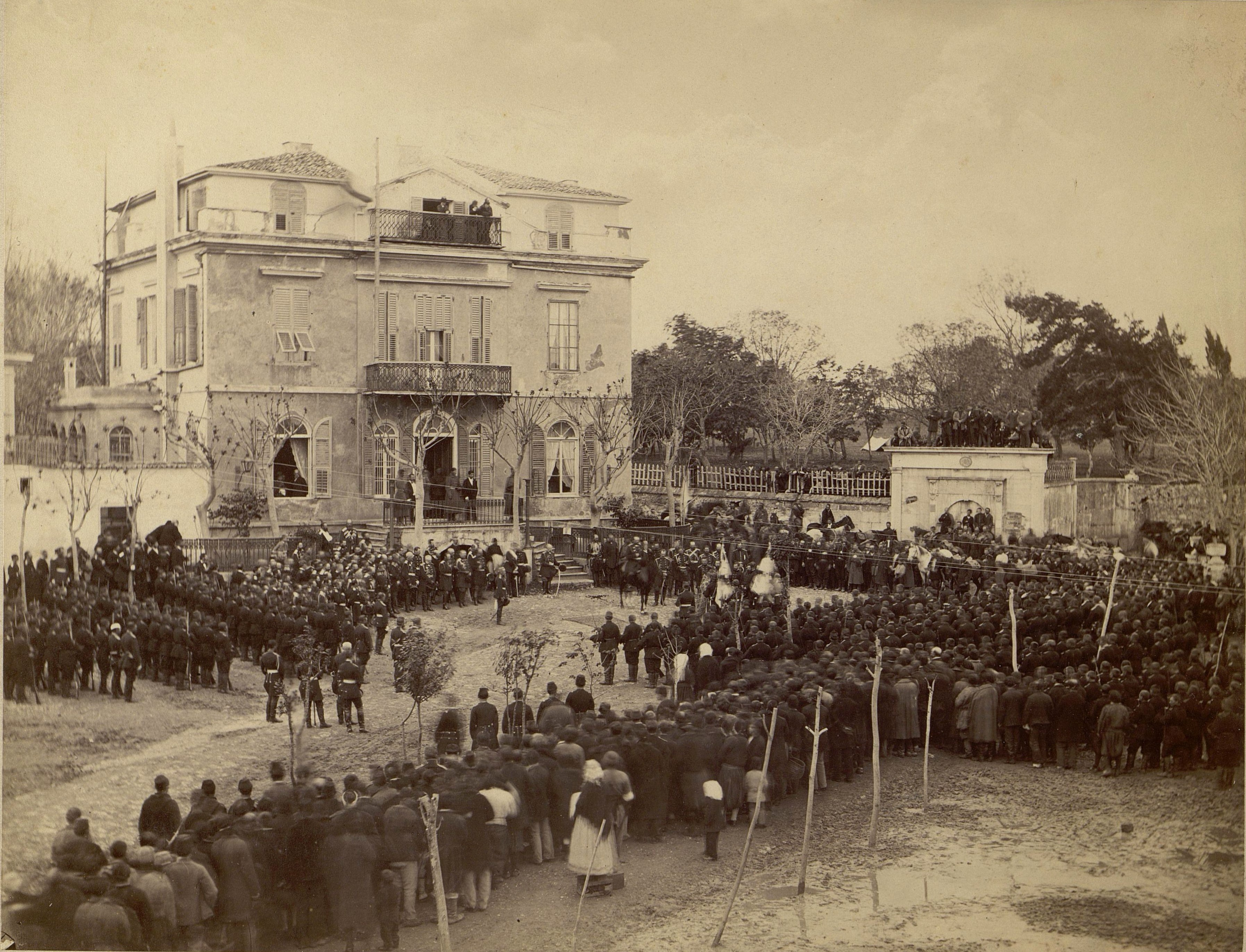
Сан-Стефано. Соединения русских войск при подписании мирного договора 19 февраля 1878 г.

16 марта 1878 года в Сан-Стефано состоялся обмен ратификационными грамотами и договор вступил в силу. С российской стороны договор подписали бывший русский посол в Константинополе граф Николай Игнатьев и начальник дипломатической канцелярии главнокомандующего русской армии на Балканах и будущий посол А. И. Нелидов. С турецкой — министр иностранных дел Савфет паша и посол в Германии Саадуллах-паша.
Сан-Стефанский договор признавал независимость Сербии, Черногории, Валахии и Молдавии, а их территория увеличивалась. Босния и Герцеговина должны были образовать автономную область. Создавалось новое автономное славянское княжество на Балканах — Болгария, которое включало этнические болгарские территории в Мёзии, Фракии и Македонии. Болгария простиралась от Дуная до Эгейского моря, от Чёрного моря до Охридского озера и должна была два года находиться под русским управлением, после чего получить полную автономию, выплачивая Турции номинальную дань.
Турция обязывалась выплатить 1,410 млрд руб. контрибуции, из которых 1,1 млрд погашались за счет территориальных уступок — Ардаган, Карс, Батум, Баязет в Восточной Анатолии; Добруджа, остров дельты Дуная и Змеиный остров в Европе в качестве вознаграждения за возвращаемую России южную часть Бессарабии территории, уступаемые турками в Европе, переходили к Румынии (то есть Северная Добруджа).
Турция обязывалась в точности соблюдать ограничительный регламент 1868 г. по отношению к Криту, ввести в Фессалии и Албании управление по схожему принципу и провести реформы в Армении.
Европейские державы не хотели согласиться с этими условиями. Великобритания и Австро-Венгрия желали любой ценой предотвратить, чтобы Россия получила выход к Средиземному морю через своего сателлита Болгарию. В обмен на Кипр, Великобритания гарантировала Турции защиту. Назревавшая новая война была разряжена созывом Берлинского конгресса, на котором были почти полностью пересмотрены результаты Сан-Стефанского договора в ущерб России, Болгарии и Черногории.
6 декабря 1898 г. к 20-летию подписания Сан-Стефанского мирного договора был торжественно освящён памятник-часовня. В 1914 году этот мемориал был разрушен.
День подписания Сан-Стефанского мирного договора — национальный праздник Болгарии, на котором отмечается день освобождения и восстановления болгарского государства.
В честь Сан-Стефанского мирного договора был назван астероид (185) Эвника, открытый 1 марта 1878 года, поскольку имя нимфы греческой мифологии Эвники переводится как «счастливая победа».

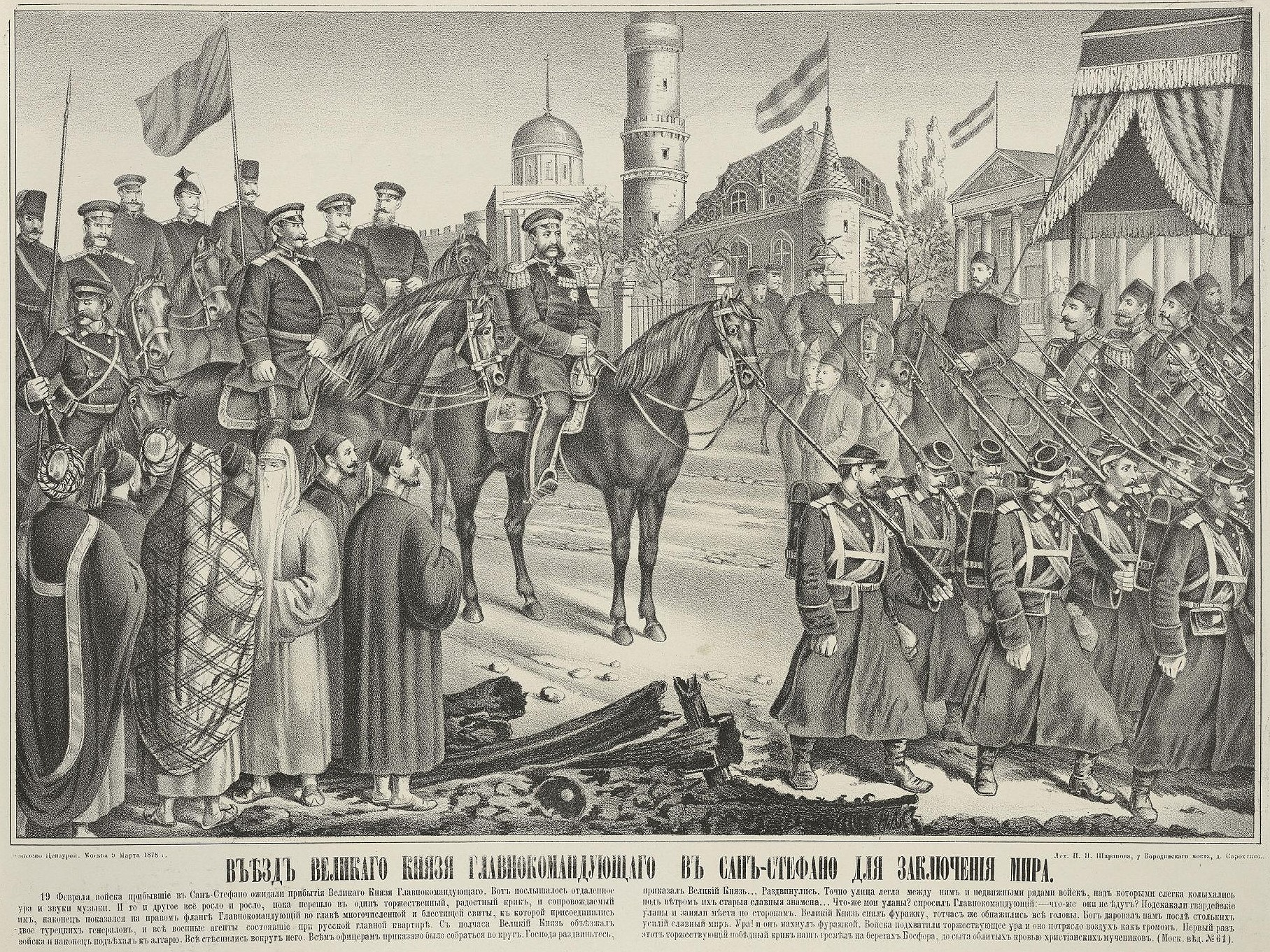
Въезд великого князя Николая Николаевича в Сан-Стефано для заключения мира
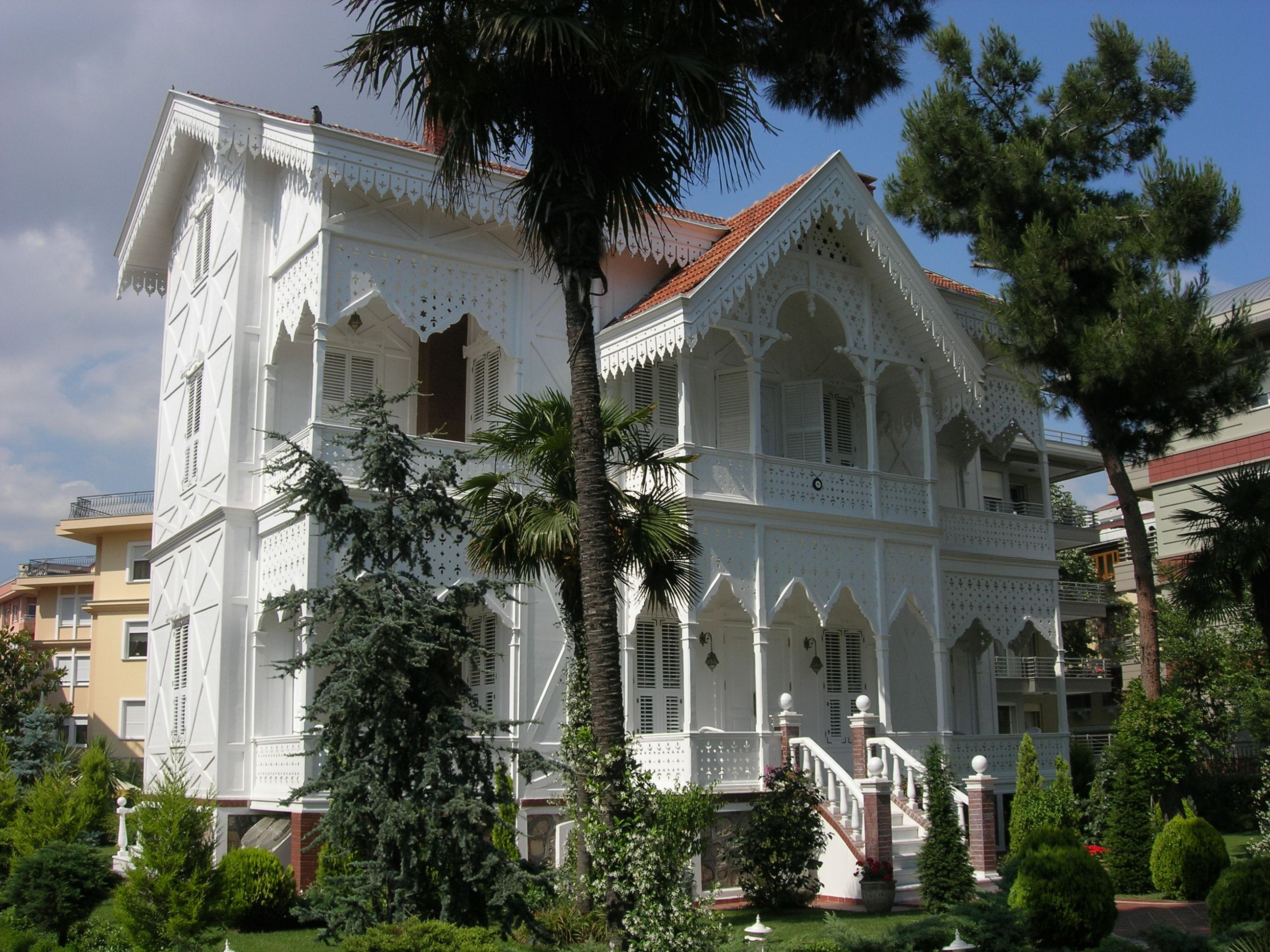
Дом Главнокомандующего, великого князя Николая Николаевича
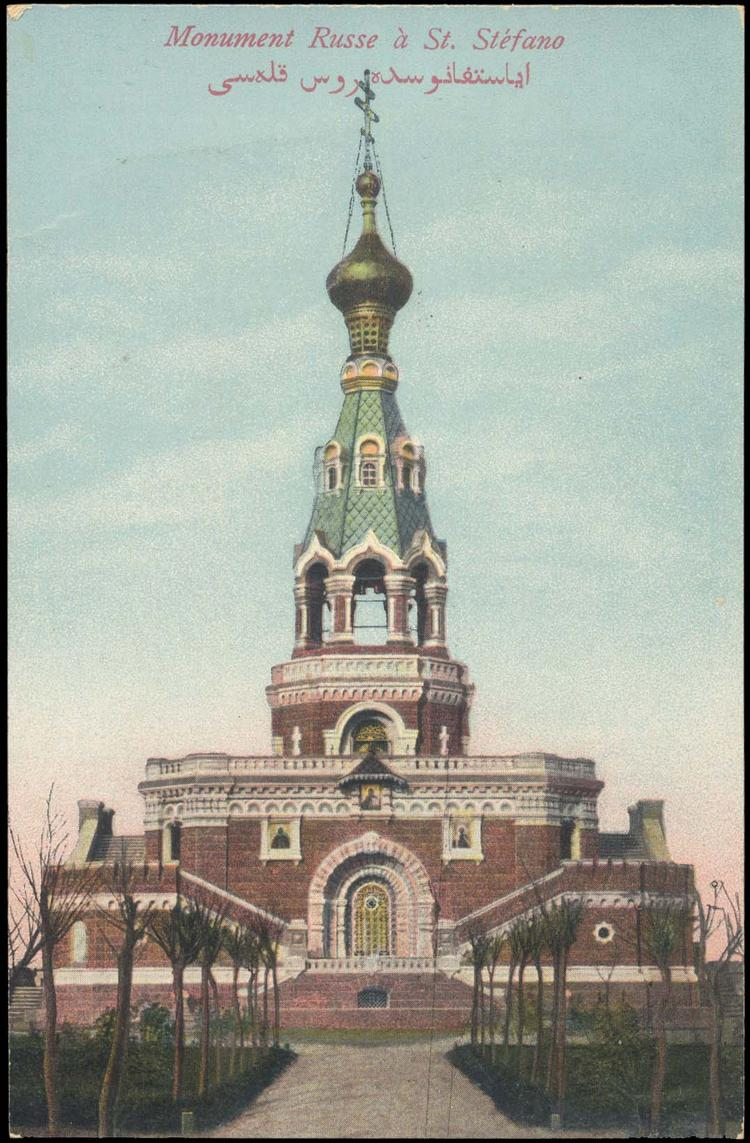
Памятник-часовня в Сан-Стефано (утрачен в 1914).
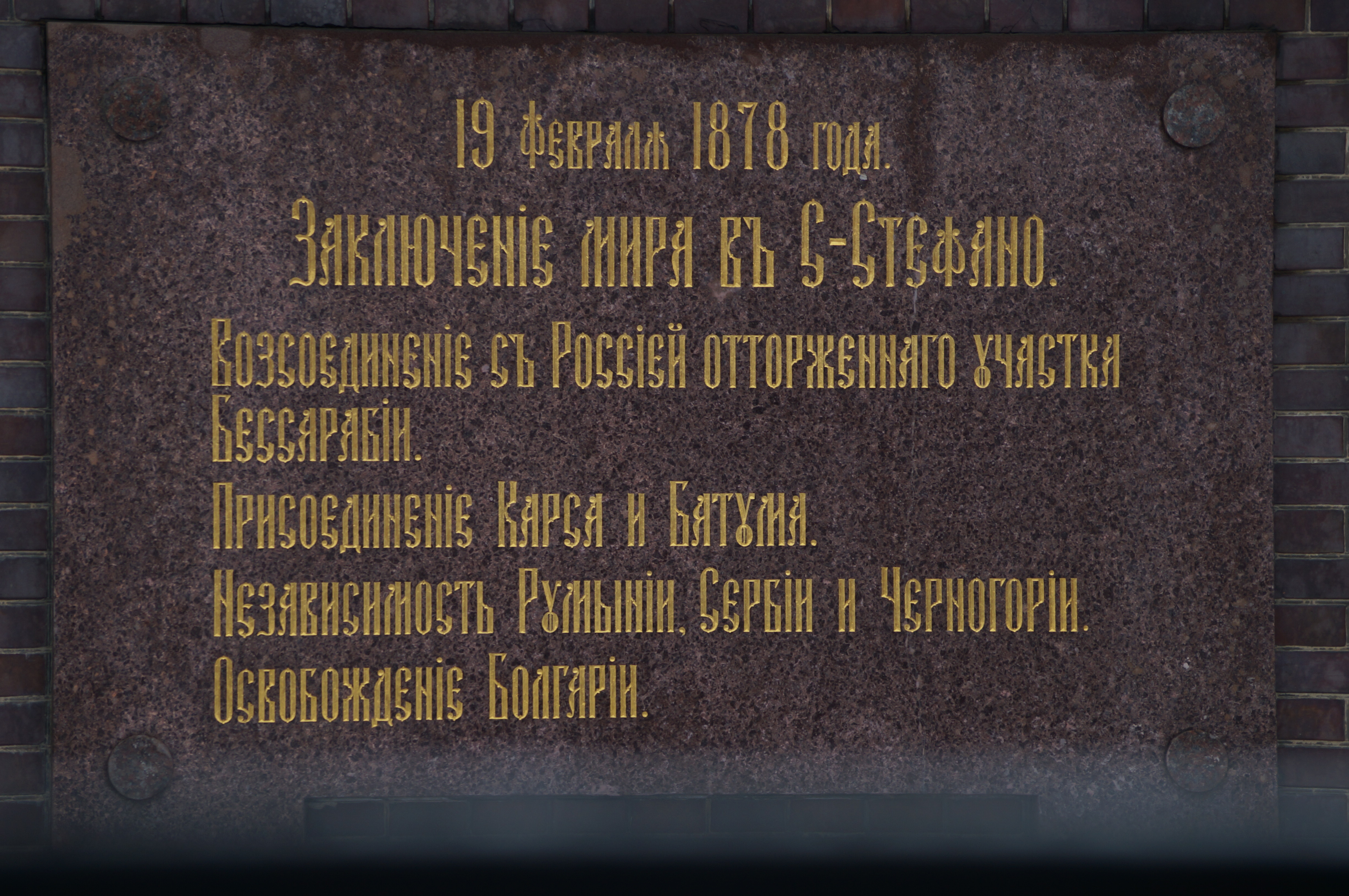
Мемориальная доска на внешней стене Храма Спаса-на-Крови в Санкт-Петербурге в честь заключения мира в Сан-Стефано

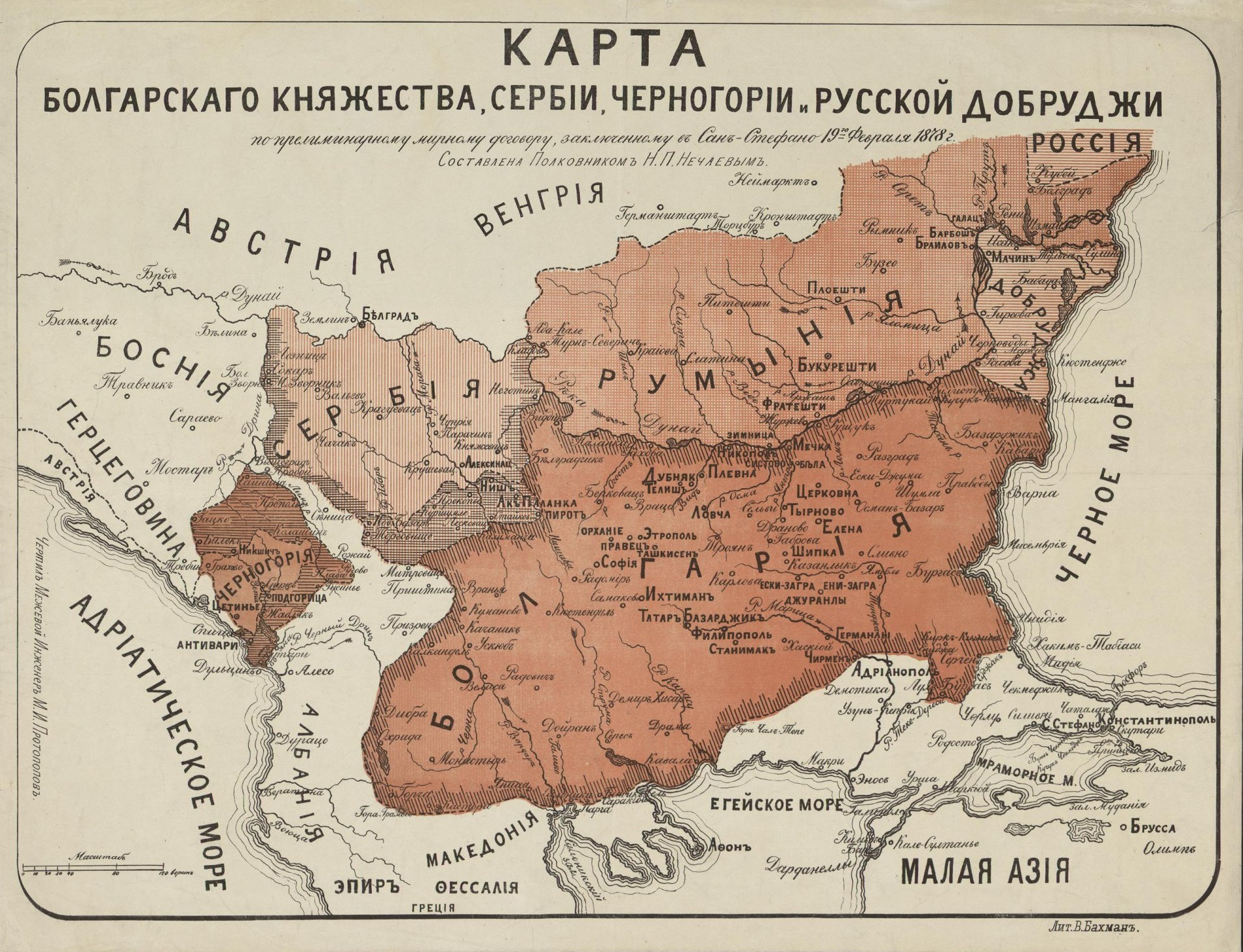
Границы балканских государств и России по Сан-Стефанскому мирному договору Сост. Н. П. Нечаев
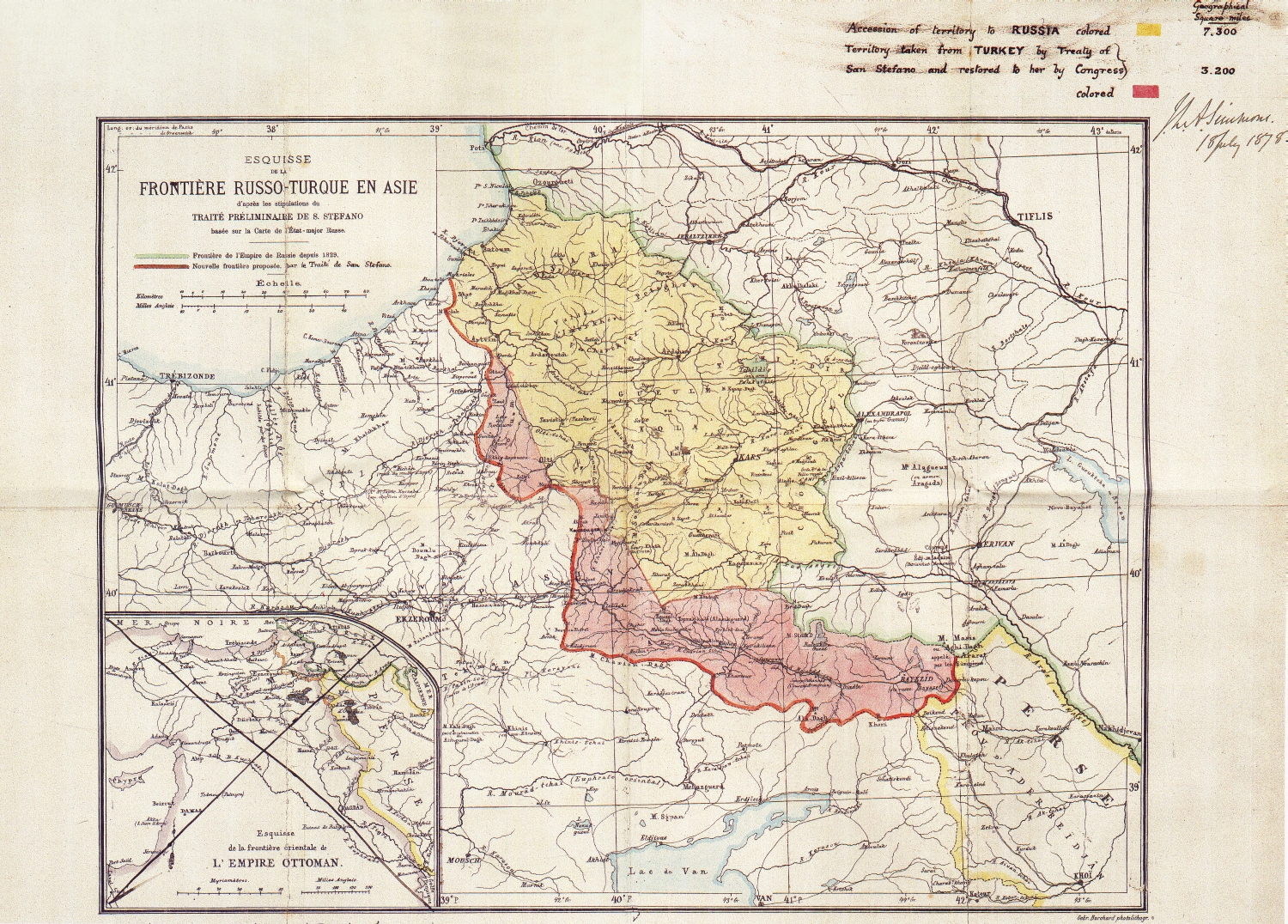
Территориальные изменения на Кавказе по итогам войны. Жёлтым и красным отмечены территории, отошедшие России по итогам Сан-Стефанского договора

## Рассмотрение Армянского вопроса
После всех трагических событий, произошедших с армянским населением Османской империи в XIX веке, армянская интеллигенция осознала, что без внешнего вмешательства, армяне, проживающие на своих исторических землях, входивших на тот момент в состав Турецкого государства, не имеют будущего.
Впервые на международной арене «Армянский вопрос» возник в процессе разработки условий Сан-Стефанского мира, так как предыдущие турецкие реформы, вводившие принципы равенства среди христианского и мусульманского населения Османской империи остались полностью не реализованными, напротив, вызывая всё большее подозрение и негодование мусульманской части империи.
Армянское население подвергалось систематическому уничтожению, несправедливому налогообложению, репрессивному управлению и грабежам. По мере ухудшения положения армян, происходил рост их национального самосознания, особенно в среде молодежи, часто получающей образование в России или европейских странах.
В связи с продолжающимися регулярными массовыми грабежами и набегами курдских и черкесских банд, армяне искали русского заступничества. После победы России в войне, представители армянской интеллигенции и духовенства обратились к России с просьбой о включении в повестку мирной конференции конкретных положений о самоуправлении армянских вилайетов Восточной Анатолии. Результаты Сан-Стефанского мира только отчасти удовлетворяли армян.
Согласно 16-й статье договора: Порта была обязана провести реформы в армянских вилайетах, а также брала на себя обязательство по предоставлению гарантий безопасности христианского населения от набегов курдов, черкесов и сирийцев. Русская армия оставалась на территории Эрзерумского вилайета до тех пор, пока император Александр II не убедится в достаточности принимаемых мер по обеспечению и гарантии безопасности христианского населения. Россия получала Батум, Ардаган, Карс, Алашкерт и Баязет.
Однако под огромным давлением Великобритании, поддерживающей Турцию и не собирающейся считаться с ростом Российского влияния как на Балканах, так и в Закавказье, начался пересмотр результатов Сан-стефанского мира. Дипломатическую поддержку Турции оказывала также и Австро-Венгрия. Узнав о пересмотре результатов соглашения, армянские делегации направились в Париж и Берлин, где ожидали содействие решению своего вопроса со стороны европейских держав, однако ни в одной из столиц двух государств её не нашли. Единственным заступником армян оставалась Россия.

## Константинопольский мир
В продолжение Сан-Стефанского мирного договора 27 января (8 февраля) 1879 года был подписан ещё один мирный договор между Российской и Османской империями. Договор получил название Константинопольского. В его подписании участвовали российский посол князь Алексей Борисович Лобанов-Ростовский и оттоманские министр иностранных дел Александр Каратеодор-паша и Али-паша, министр, председательствующий в Государственном совете.